# Auguste-Édouard Gilliaert
Auguste Gilliaert, né 7 mars 1894 à Saint-Pierre-sur-la-Digue (quartier de Bruges) et mort le 10 mai 1973 à Bruxelles est un lieutenant-général belge commandant en chef de la Force publique au Congo belge. Il a participé à la Première Guerre mondiale et à la Seconde Guerre mondiale. En 1941, il a remporté la bataille de Saïo (en Éthiopie) face aux Italiens et est une des personnalités marquantes de la Force publique au Congo belge.

## Biographie
Auguste-Édouard Gillaert est issu d'un milieu modeste. Né 7 mars 1894 près de Bruges, il est le fils d'Édouard Gilliaert, maçon, et de Ludovica Dejonghe. Il épouse le 1er juin 1920 Géraldine Melin à Termonde.
Il s'engage comme volontaire de carrière dans l'armée belge à 16 ans en 1910. Le 31 juillet 1914, il est promu sous-lieutenant. À l'automne 1914, il participe à la bataille de l'Yser comme chef de peloton au 3e régiment de Ligne. Blessé, il refuse de se laisser évacuer. En octobre 1915, il est promu lieutenant et prend le commandement d'une compagnie. À 21 ans, il s'engage dans les troupes coloniales au Congo belge où il débarque en mai 1916. Il est promu capitaine en décembre 1916. Commandant de compagnie, il prend part à la longue campagne de 1916 en Afrique orientale allemande et aux combats de Tabora et de Mahenge sous les ordres du général Tombeur.
De retour en Belgique, il rejoint l'armée métropolitaine belge de 1919 à 1924 et commande diverses unités en Belgique et en Allemagne occupée. En 1924, il réussit l'examen d'entrée à l'École de Guerre dont il sorte breveté d'état-major en août 1928. C'est à ce titre qu'il rejoint les états-majors de la 2e division et le la 5e division d'armée. Major en juin 1933, il prend le commandement d'un bataillon du 2e régiment de Carabiniers-cyclistes cantonné à Malmédy.
Le 5 avril 1937, il est remis à la disposition des autorités du Congo belge. En qualité de lieutenant-colonel, il prend le commandement du 3e Groupement de la Force publique à Stanleyville qu'il prépare au conflit à venir en Europe et en Afrique.
Alors que le Seconde Guerre mondiale vient d'éclater, il prend le commandement en chef de la Force publique au Congo belge à la place du général Hennequin rappelé à Bruxelles en octobre 1939. Il est promu colonel le 1er avril 1940. Tandis que le territoire belge est envahi et occupé par l'armée allemande à partir de mai 1940, le Congo belge reste le seul territoire sous souveraineté belge en lutte contre les pays de l'Axe. Gilliaert est promu général-major le 1er janvier 1941 par le gouvernement belge réfugié à Londres.

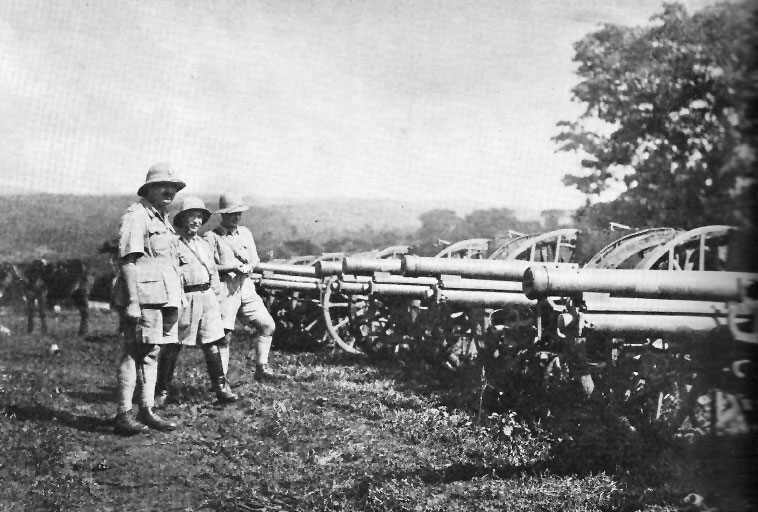
Officiers belges avec l'artillerie italienne capturée, à la suite de la bataille de Saïo.

Le 1er janvier 1941, il laisse le commandement en chef de la Force publique au général Paul Ermens, vice-gouverneur du Congo. Sa mission consiste désormais de combattre la colonie italienne de l'Abyssinie, alliée au Troisième Reich. Il reçoit pour cela le commandant supérieur des troupes du nord-est du Congo et doit concerter ses opérations militaires avec les alliés britanniques. Il constitue deux brigades comportant chacune 6 000 soldats et 4 000 porteurs et les concentre dans le nord-est de la Colonie. Avec ces troupes, il rassemble le corps expéditionnaire d'Abyssinie (composé de 5 700 hommes dont 1 900 porteurs) qui prend part à la campagne de l'est africain. Le IIe Bataillon reçoit le baptême du feu le 10 mars 1941 au combat de Mahdi, d'autres combats étant livrés successivement à Gambela, Bortai, Mogi après avoir marché plus de 1 000 km à partir des bases congolaises.
Le 24 juin 1941, le général-major Gilliaert, arrivé à Malalkal, décide de transformer le dispositif défensif en dispositif offensif pour marcher toutes forces réunies sur Saïo, une importante ville de garnison italienne près de la frontière soudanaise. Cette action est connue comme la bataille de Saïo qui débute le 25 mars 1941 et se conclut le 2 juillet 1941. Étant en infériorité numérique, Gilliaert cherche d'abord par des actions de guérilla et des escarmouches à isoler et démoraliser la garnison italienne. Les troupes belges et congolaises renforcées par deux batteries d'artillerie de campagne et avec le soutien de la force aérienne sud-africaine (comprenant notamment une escadrille belge), lancent une attaque décisive appuyée par l'artillerie. Le 2 juillet 1941, les Italiens, démoralisés, capitulent. Neuf généraux italiens sont faits prisonniers, dont le général Pietro Gazzera, vice-roi et commandant de l'armée italienne en Afrique orientale, et le comte Arconovaldo Bonaccorsi, inspecteur général des milices fascistes. 370 officiers italiens, 2574 sous-officiers et 1533 soldats indigènes sont également capturés.Le 6 juillet 1941, la campagne d'Abyssinie prend fin par la capitulation des dernières troupes italiennes combattant en Afrique de l'est.
Par la suite, la 1ère brigade coloniale sera remaniée pour devenir la brigade motorisée coloniale Belge en garnison au Caire pour défendre les arrières des Anglais en Égypte et en Palestine Britannique de 1943 à 1944.
En juillet 1944, il reprend le commandement de la Force Publique et améliore les conditions matérielles des soldats : création de camps en dur, de réfectoires, de terrains de jeu, d'une école centrale des gradés, d'une infirmerie, etc. En octobre 1951, il est promu lieutenant-général, grade le plus élevé dans la hiérarchie militaire belge.
En mars 1954. il rentre en Belgique à bord du paquebot Charlesville et prend le commandement de la deuxième circonscription militaire à Anvers. Il prend sa retraite le 1er avril 1955.
À la suite d'une courte maladie, Auguste Gilliaert décède le 10 mai 1973.

## Hommages et distinctions
Depuis 1949, l'avenue de Saïo à Anderlecht remémore le souvenir de la victoire obtenue par le général Gilliaert en Éthiopie.
Il a obtenu les distinctions suivantes :
- Commandeur de l'ordre de l'Étoile africaine en juillet 1944 (Congo belge).
- Chevalier de l'ordre de la Couronne en 1914 (Belgique).
- Croix de guerre 14-18 (Belgique).
- Commandeur de la Légion d'honneur (France).
- Commandeur de l'ordre de l'Empire britannique en 1947 (Grande-Bretagne).
- Médaille militaire de 1re classe (Portugal).